# Kolla semipellucida
Kolla semipellucida är en insektsart som beskrevs av Jacobi 1912. Kolla semipellucida ingår i släktet Kolla och familjen dvärgstritar. Inga underarter finns listade i Catalogue of Life.